# 第二次高城戰鬥 (抗日戰爭)
高城戰鬥發生於1940年1月5日－23日，地點則是在中國鄂北一帶。是抗日戰爭主要戰鬥之一，交戰一方為國民革命軍，另一方則為日軍。